# Erwählte Pleißenstadt, BWV 216a
Erwählte Pleissenstadt, BWV 216a (Ciutat del Pleisse elegida) és una cantata profana de Johann Sebastian Bach dedicada 
al Consell municipal estrenada a Leipzig amb posterioritat al 1728. Nomé se’n conserva el text – probablement de Picander – i les parts dels dos solistes, que eren una paròdia de la BWV 216.